# Pallavolo Falconara
Pallavolo Falconara war ein italienischer Männer-Volleyballverein aus Falconara Marittima in der Provinz Ancona (Region Marken), der in der italienischen Serie A spielte.
Pallavolo Falconara wurde 1976 als Isea Falconara gegründet und spielte in den höchsten italienischen Spielklassen „Serie A1“ und „Serie A2“. Die Mannschaft trat unter verschiedenen Sponsornamen u. a. als Kutiba Falconara, Sidis Baker Falconara und Sira Cucine Falconara an. Größter Erfolg war 1986 der Gewinn des europäischen CEV-Pokals. Auch einige deutsche Nationalspieler wie Burkhard Sude, Leif Andersson, René Hecht und Frank Reimann spielten in Falconara. 2002 wurde die Mannschaft vom Profisport zurückgezogen.